# Allsvenskan i handboll för damer 1972/1973
Allsvenskan i handboll för damer 1972/1973 vanns av Borlänge HK, som vann grundserien. Borlänge HK blev även svenska mästarinnor, genom att finalbesegra Malmbergets AIF med 15-7. SM-finalen spelades mellan vinnaren av Division I (Allsvenskan) och segraren i kvalet mellan de två första lagen ur de tre Norrlandsgrupperna.

## Sluttabell

### Grundserien
| Nr | Lag                                          | Matcher | Vinst | Oavgjort | Förlust | Målskillnad | Poäng |
| -- | -------------------------------------------- | ------- | ----- | -------- | ------- | ----------- | ----- |
| 1  | Borlänge HK                                  | 18      | 16    | 0        | 2       | 287-165     | 32    |
| 2  | Kvinnliga IK Sport                           | 18      | 16    | 0        | 2       | 259-146     | 32    |
| 3  | Stockholmspolisens IF (Kvinnliga SK Artemis) | 18      | 12    | 3        | 3       | 212-148     | 27    |
| 4  | IFK Karlskrona                               | 18      | 8     | 3        | 7       | 190-191     | 19    |
| 5  | IF Skade                                     | 18      | 7     | 5        | 6       | 161-183     | 19    |
| 6  | IK Bolton                                    | 18      | 8     | 2        | 8       | 183-164     | 18    |
| 7  | IFK Nyköping                                 | 18      | 5     | 1        | 12      | 155-199     | 11    |
| 8  | IF Hellton                                   | 18      | 4     | 3        | 11      | 154-224     | 11    |
| 9  | HK Linne                                     | 18      | 3     | 2        | 13      | 145-210     | 8     |
| 10 | HK Drott                                     | 18      | 1     | 1        | 16      | 134-250     | 3     |

## SM-final
- ? 1973: Borlänge HK-Malmbergets AIF 15-7

- Borlänge HK svenska mästarinnor.